# Ebbe Hartz
Ebbe Hartz (ur. 11 marca 1966 w Aarhus) – duński biegacz narciarski, dwukrotny olimpijczyk.
Jego żoną była Trude Dybendahl, norweska biegaczka narciarska.

## Osiągnięcia

### Igrzyska olimpijskie
| Miejsce | Dzień     | Rok  | Miejscowość | Konkurencja             | Czas biegu   | Strata       | Zwycięzca        |
| ------- | --------- | ---- | ----------- | ----------------------- | ------------ | ------------ | ---------------- |
| 58.     | 10 lutego | 1992 | Albertville | 30 km stylem klasycznym | 1:33:46,.4 h | +11:18,6 min | Vegard Ulvang    |
| 48.     | 13 lutego | 1992 | Albertville | 10 km stylem klasycznym | 31:34,5 min  | +3.58,5 min  | Vegard Ulvang    |
| 53.     | 15 lutego | 1992 | Albertville | 10+15 km pościgowy      | 1:13:33,1 h  | +7:55,2 min  | Bjørn Dæhlie     |
| 49.     | 22 lutego | 1992 | Albertville | 50 km stylem dowolnym   | 2:21:23,1 h  | +17:41,6 min | Bjørn Dæhlie     |
| 66.     | 14 lutego | 1994 | Lillehammer | 30 km stylem dowolnym   | 1:27:43,2 h  | +15:16,8 min | Thomas Alsgaard  |
| 64.     | 17 lutego | 1994 | Lillehammer | 10 km stylem klasycznym | 27:36,0 min  | +3:15,9 min  | Bjørn Dæhlie     |
| 61.     | 19 lutego | 1994 | Lillehammer | 10+15 km pościgowy      | 1:08:52,8 h  | +8:44,0 min  | Bjørn Dæhlie     |
| 57.     | 27 lutego | 1994 | Lillehammer | 50 km stylem klasycznym | 2:25:58,5 h  | +18:38,2 min | Władimir Smirnow |

### Mistrzostwa świata
| Miejsce | Dzień     | Rok  | Miejscowość | Konkurencja             | Czas biegu  | Strata       | Zwycięzca                     |
| ------- | --------- | ---- | ----------- | ----------------------- | ----------- | ------------ | ----------------------------- |
| 72.     | 20 lutego | 1993 | Falun       | 30 km stylem klasycznym | 1:28:02,5 h | +10:28,9 min | Bjørn Dæhlie                  |
| 73.     | 22 lutego | 1993 | Falun       | 10 km stylem klasycznym | 27:45,7 min | +2:54,1 min  | Sture Sivertsen               |
| 59.     | 24 lutego | 1993 | Falun       | 10+15 km pościgowy      | 1:07:56,3 h | +6:11,3 miin | Bjørn Dæhlie Władimir Smirnow |